# Sit drobny
Sit drobny (Juncus bulbosus L.) – gatunek rośliny wieloletniej z rodziny sitowatych. Występuje niemal w całej Europie (bez wschodnich i południowo-wschodnich krańców) oraz w północno-zachodniej Afryce. W Polsce spotykany jest niemal w całym kraju, bardzo rzadki jest w Karpatach i na północnym wschodzie.

## Morfologia
PokrójRoślina gęstodarniowa o cienkiej, obłej, ulistnionej łodydze, wzniesionej lub płożącej się, wysokości od 5 do 25 cm, bez kłącza.
LiścieBardzo wąskie, szczeciniaste, okrągławo nitkowate.
KwiatostanRozgałęziony, w 2–10 główkach. 6 jasnobrązowych działek okwiatu. Zwykle 3 pręciki, 3 długie jasnoczerwone znamiona.

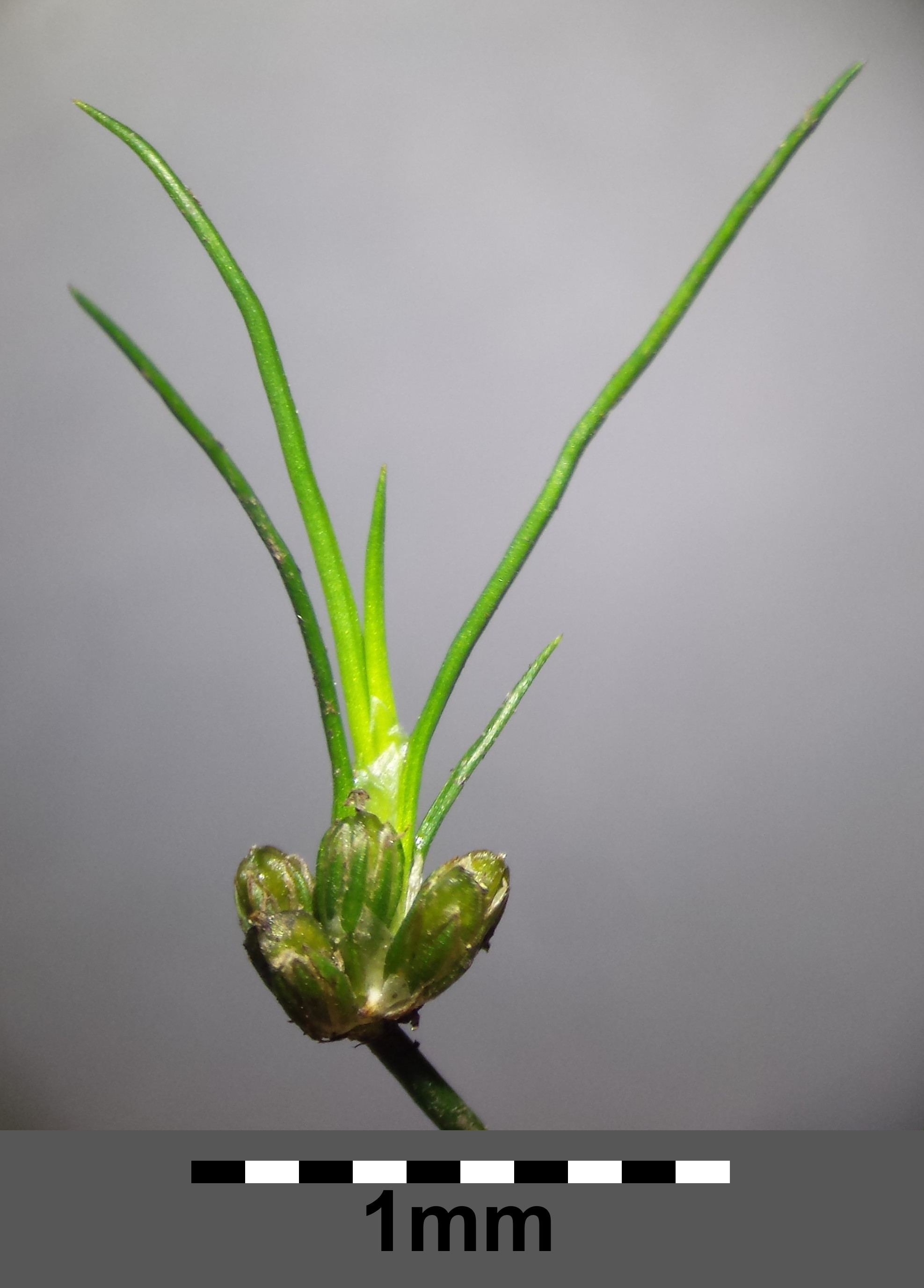
Kwiatostan
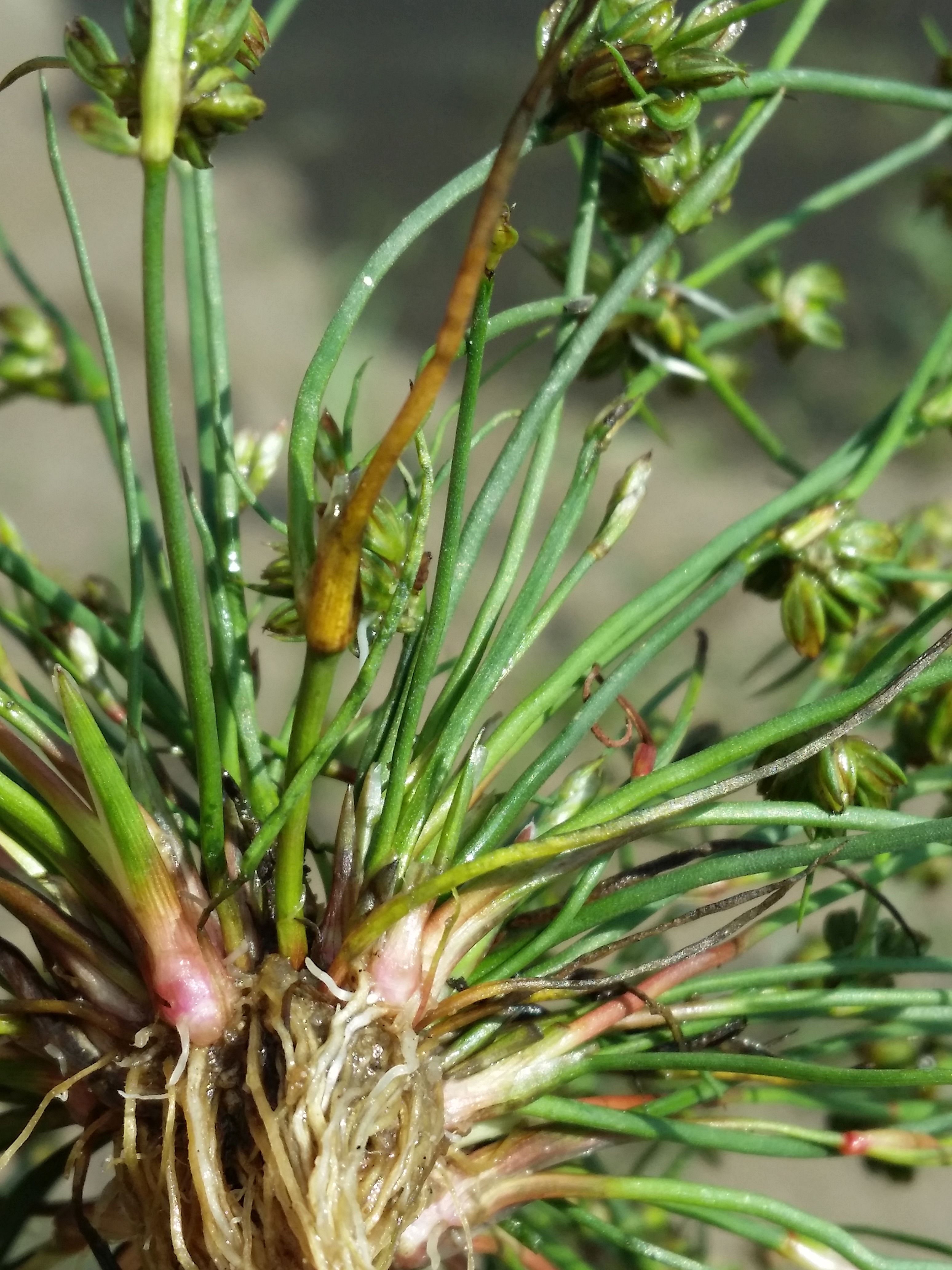
Nasady łodyg

## Biologia i ekologia
Bylina. Kwitnie od lipca do października. Rośnie w miejscach wilgotnych, na zalewanych łąkach.